# Live at Wembley
Live at Wembley (a veces estilizado como LIVE AT WEMBLEY」BABYMETAL WORLD TOUR 2016 kicks off at THE SSE ARENA, WEMBLEY) es un álbum directo publicado por la banda japonesa Babymetal. El álbum contiene imágenes del Babymetal World Tour 2016: Legend Metal Resistance y fue lanzado el 23 de noviembre de 2016 en Japón por BMD Fox Records y Toy's Factory, y el 9 de diciembre de 2016 en el Reino Unido por earMusic . El álbum presenta la presentación en vivo en Wembley Arena el 2 de abril de 2016, dando inicio a la gira mundial de la banda.
Recibió críticas generalmente positivas de críticos musicales, y alcanzó el número cinco, uno y dos en el álbum semanal, DVD y Blu-ray de Oricon , respectivamente, en Japón.

## Antecedentes
El 26 de agosto de 2015, Babymetal anunció un concierto en Wembley Arena, programado para el 2 de abril de 2016, que marca la primera vez que una banda japonesa encabeza un espectáculo en el lugar. Las entradas estuvieron disponibles el 5 de septiembre de 2015, y aproximadamente 12,000 personas finalmente asistieron al espectáculo. Más tarde ese año, la banda anunció el Babymetal World Tour 2016: Legend Metal Resistance, confirmando la actuación en Wembley Arena como la primera fecha de la gira.
El 14 de septiembre de 2016, se anunció el lanzamiento de un álbum de video en el sitio web oficial de la banda, en una edición en DVD, edición Blu-ray y en un conjunto de caja exclusivo para fanclub "The One" que se lanzará el 23 de noviembre de 2016. Se lanzó un avance para el álbum el 11 de noviembre de 2016, que simultáneamente confirmó un lanzamiento de álbum en vivo que estará disponible en Japón el 28 de diciembre de 2016 y en el Reino Unido el 9 y 30 de diciembre, en formatos físicos y digitales, respectivamente.

## Recepción

### Recepción de la crítica
Live at Wembley recibió críticas generalmente positivas. Tim Sendra de AllMusic notó que "las guitarras son un toque más brutal y el sonido general es más áspero, pero las voces vienen alto y claro", y afirmó que aunque el lanzamiento "no fue tan divertido como los álbumes de estudio". , fue hecho para atraer del "sonido ridículo, energía ilimitada y canciones pegadizas" de la banda. Eleanor Goodman de TeamRock llamó al álbum "una ráfaga de energía edificante que es mose welcom en estos tiempos inhóspitos del medio invierno", solo criticando las brechas silenciosas entre las pistas, así como la eliminación de algunas canciones del álbum debut de la banda. 
Hannah Evans de The Guardian elogió la actuación de la banda y afirmó que las chicas "demuestran que no son un truco sino un fenómeno metálico en una misión". Ella describió además las "rutinas de baile resbaladizas y la mezcla de todos los géneros, desde la trampa hasta el chicle de pop" como cortesía para el lugar y el presupuesto de producción.

### El rendimiento comercial
El lanzamiento del álbum de video de Live at Wembley fue el número uno en la tabla de Oricon DVD y el número dos en la tabla de Oricon Blu-ray para la semana del 5 de diciembre de 2016, con ventas en la primera semana de 14,000 y 36,000 copias, respectivamente. El álbum en vivo de Live at Wembley logró alcanzar el #5 en la lista de álbumes de Oricon para la semana del 9 de enero de 2017, y alcanzó el #5 en la lista de Billboard Top Albums y el número ocho en la lista Billboard Hot Albums. para la semana del 9 de enero de 2017, con ventas hasta la fecha de 9,913 copias.

## Lista de canciones
| Live album |                          |          |  |
| N.º        | Título                   | Duración |  |
| 1.         | «Babymetal Death»        | 6:46     |  |
| 2.         | «Awadama Fever»          | 4:19     |  |
| 3.         | «Yava!»                  | 3:54     |  |
| 4.         | «GJ!»                    | 3:01     |  |
| 5.         | «Doki Doki ☆ Morning»    | 3:54     |  |
| 6.         | «Meta Taro»              | 4:18     |  |
| 7.         | «Amore»                  | 5:32     |  |
| 8.         | «Megitsune»              | 5:43     |  |
| 9.         | «Karate»                 | 4:21     |  |
| 10.        | «Ijime, Dame, Zettai»    | 7:03     |  |
| 11.        | «Gimme Chocolate!!»      | 5:14     |  |
| 12.        | «The One» (English ver.) | 10:21    |  |
| 13.        | «Road of Resistance»     | 12:52    |  |

## Posicionamiento en lista
| Lista (2016–2017)               | Posiciones |
| ------------------------------- | ---------- |
| Japanese Albums (Oricon)        | 5          |
| Japanese DVD (Oricon)           | 1          |
| Japanese Music DVD (Oricon)     | 1          |
| Japanese Blu-ray (Oricon)       | 2          |
| Japanese Music Blu-ray (Oricon) | 1          |
| Japanese Albums (Billboard)     | 5          |